# Хардик, Удо
Удо Хардик (нем. Udo Hardieck; 15 апреля 1944, Халле — 11 июля 2018, там же) — германский предприниматель, основатель бренда Gerry Weber.

## Биография
После окончания школы служил в армии, затем в университете Нижнего Рейна (Мёнхенгладбах) получил диплом инженера по одежде. Преподавал коммерцию и работал в Браксе.
1 марта 1973 года вместе с Герхардом Вебером основал фирму Hatex KG, создавшую в 1986 году бренд «Gerry Weber» (по имени Г.Вебера) и после IPO в 1989 году переименованную в Gerry Weber International AG. До 2009 года был членом правления, затем — членом совета директоров; курировал в компании производство, информационные технологии и логистику.
В 1990 году основал гольф-клуб «Teutoburger Wald», ставший одним из крупнейших в Восточной Вестфалии—Липпе; являлся его президентом.
В 1992 году вместе с Герхардом Вебером выступил автором идеи и основателем стадиона Gerry Weber на 12 300 зрительских мест, ставшего крупнейшим национальным теннисным стадионом. С созданием отеля «Спортивный парк Gerry Weber» (нем. Gerry Weber Sportpark Hotel) в последующем была основана концертно-развлекательная компания Gerry Weber World.
Вместе с Герхардом Вебером учредил проходящий в Халле теннисный турнир Gerry Weber Open, который с первого турнира 1993 года стал событием ATP World Tour.
В 2018 году состояние У.Хардика оценивалось в $ 51 587 637.
Скончался после тяжёлой продолжительной болезни (рак).

### Семья
Отец — Эмиль Хардик (нем. Emil Hardieck).
Жена — Эльке; дети:
- Нина (в замужестве Лаутербах; нем. Nina Lauterbach)
- Александр (нем. Alexander Hardieck)[1].

Нине и Александру вместе через «Hardieck Anlagen GmbH & Co. KG» после смерти отца принадлежит 17,04 % акций группы Gerry Weber; у каждого, кроме того, есть свои пакеты акций.